# Sint-Jozefkerk (Aalst)

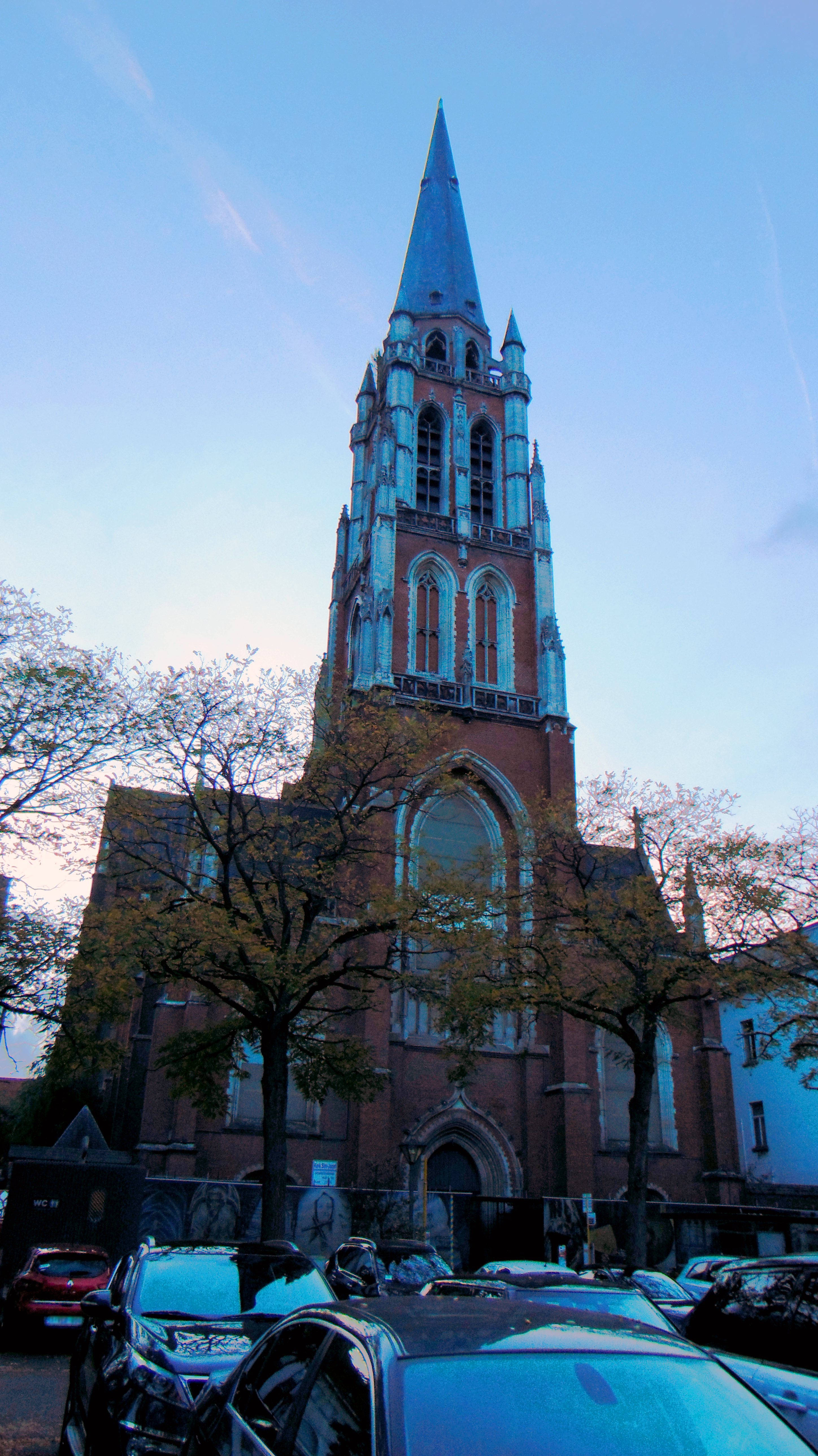
De kerk in 2022.

Parochiekerk Sint-Jozef, ook wel de Sint-Jozefkerk en soms Sint-Jozefsparochie is een neogotische kerk met basilicale aanleg, gelegen in de Belgische stad Aalst (provincie Oost-Vlaanderen). De werken aan de kerk begonnen in 1868 en waren klaar in 1908. Het is het hoogste bouwwerk in de stad Aalst. In 2023 werd besloten om het gebouw te restaureren. De kerk is gewijd aan Jozef van Nazareth. Het is het 38ste hoogste gebouw in België.

## Geschiedenis
De parochiekerk werd gebouwd voor de nieuwe wijk aan het Esplanadeplein, wat zich toen situeerde aan de grens van de stadskern. De kerk werd gebouwd vanwege de populatieboem van de stad Aalst. De eerste steen werd gelegd in 1868, en in 1873 werd de kerk erkend als bijkomende parochiekerk. Het voorontwerp werd gemaakt door Joostens , zijn ontwerp werd aangepast en uitgevoerd door Modeste De Noyette. Het interieur van de kerk is neogotisch, zo vormt de kerk 1 neogotisch geheel.

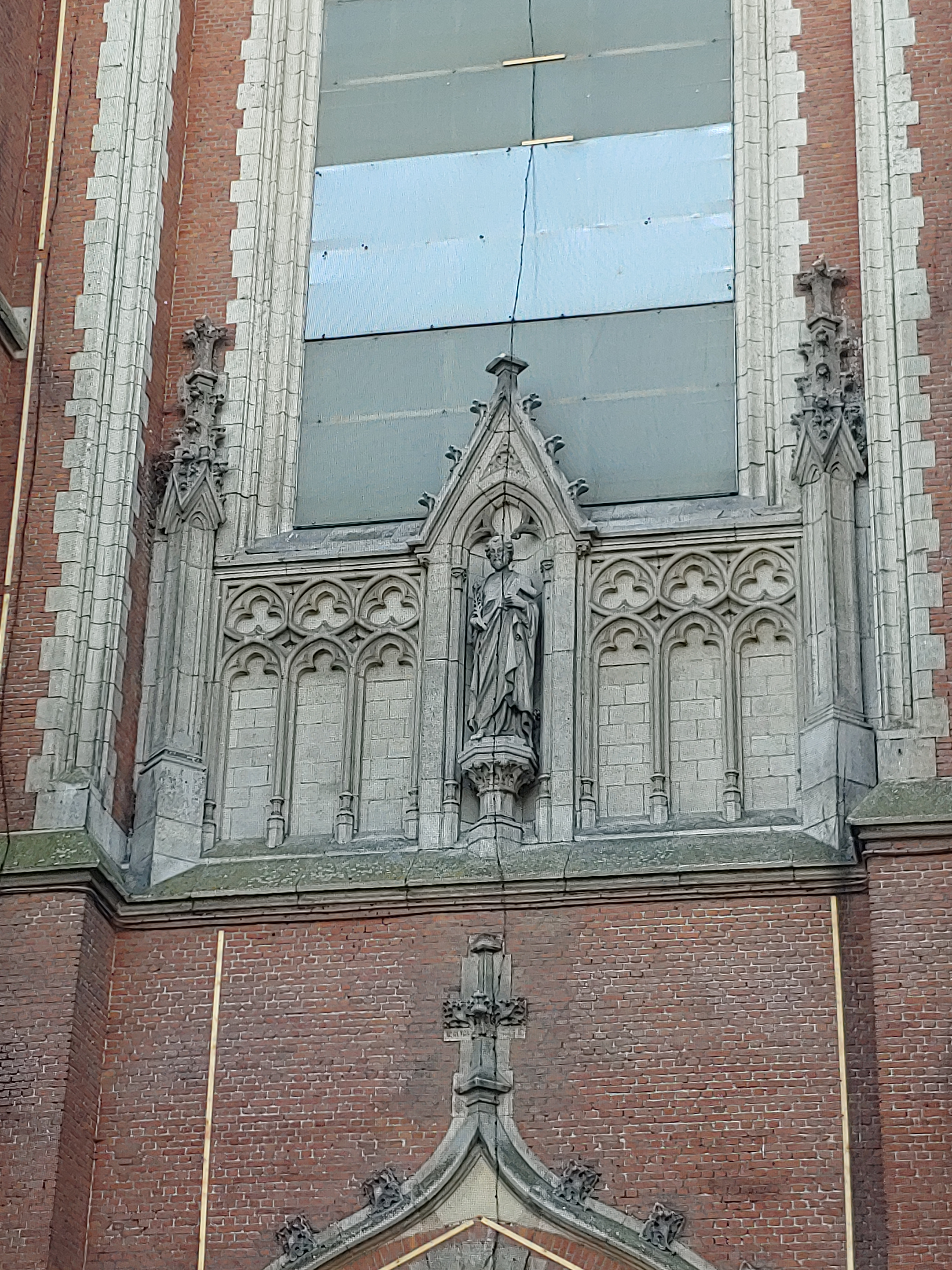
Een detail van de Aalsterse Sint-Jozefkerk.

De kerk bevindt zich reeds meerdere jaren in een slechte staat en wordt niet actief meer gebruikt sinds enkele jaren na 2014. In deze periode werd reeds gekeken om de kerk een nieuwe invulling te geven.

## Restauratie

### Slechte staat
Reeds geruime tijd (althans sinds minstens 2008) werden de ramen aan de kant van het Esplanadeplein dichtgemaakt.
Op 20 augustus 2008 werd bij werken om de bliksemafleider van de kerk te vervangen, ontdekt dat de torenspits van de kerk zich door roestvorming in een zeer slechte staat bevond en werden de torenspits en de windhaan verwijderd. Kort hierna werd een stelling voorzien aan de voorkant van de kerk wegens het risico op vallende brokstukken.
In februari 2022 diende tijdens een zware storm het Esplanadeplein afgesloten te worden op last van de ingenieurs van de stad Aalst die bezorgd waren voor mogelijke schade en vallende brokstukken.
Bij een drone-onderzoek van de kerktoren in begin september 2022, dat uitgevoerd werd om te kijken welke acties nodig waren om de buurt te beschermen tijdens een nieuwe storm, werd duidelijk dat de toren en andere delen van de kerk in een zeer slechte staat waren.
Ten slotte werd een stabiliteitsonderzoek uitgevoerd, waarbij op 5 december 2022 maatregelen genomen werden om de veiligheid te garanderen, gezien uit dit onderzoek naar boven kwam dat de kerk op instorten staat. Zowel ingenieurs als aannemers gaven aan dat de situatie zeer precair was. Een stabiliteitsingenieur liet het volgende weten: "Slechts enkele metalen trekkabels tussen de muren zorgen er voor dat de kerk niet in elkaar stort". Als reden hiervoor werd door de burgemeester Christophe D'Haese meegedeeld dat het gebouw zwaar aangetast werd door insijpelend vocht (als gevolg van lekken in het dak) en de klopkever in het balkgedeelte van de kerk.
Op basis hiervan werd besloten om de hele kerk te stutten en met netten in te pakken om vallende brokstukken te vermijden, en tot voltooiing van deze werken wordt ook het verkeer voor de kerk omgeleid. Ook de speelplaats van het nabijgelegen Sint-Maarteninstituut werd gedeeltelijk afgesloten en de uitgang gelegen aan de kerk werd afgesloten. Op deze manier zou de kerk terug stabiel zijn en zou het instortingsgevaar opgelost zijn.

### Overdracht naar stad Aalst
De Kerk is eigendom van de Kerkfabriek Sint-Martinus, die niet de financiële kracht heeft om de kostelijke renovatie van de kerk uit te voeren. Hierdoor is de kerk in de afgelopen jaren steeds in een slechtere staat terecht gekomen.
In juni 2022 werd duidelijk dat de Kerkfabriek het eigenaarschap wou overdragen naar de Stad Aalst, zodat deze de restauratie van de kerk kon uitvoeren. In december 2022 werd deze overdracht echter nog niet uitgevoerd, echter werd er eerder in 2022 wel gesproken dat een renovatie in 2023 opgestart zou worden.

### Mogelijke renovatie
Een doorbraak in het dossier kwam er in november 2021, bij het toekennen van een subsidie van 1,4 miljoen voor een restauratie van het dak en de torenspits. In december 2022 was er echter twijfel of deze restauratie nog wel haalbaar zou zijn, gezien de slechte staat waarin het bouwwerk zich bevindt en de hoge kosten die met de restauratie gepaard zouden gaan. Naar aanleiding hiervan werd besloten om een onderzoek op te starten naar de toekomstperspectieven van de kerk.

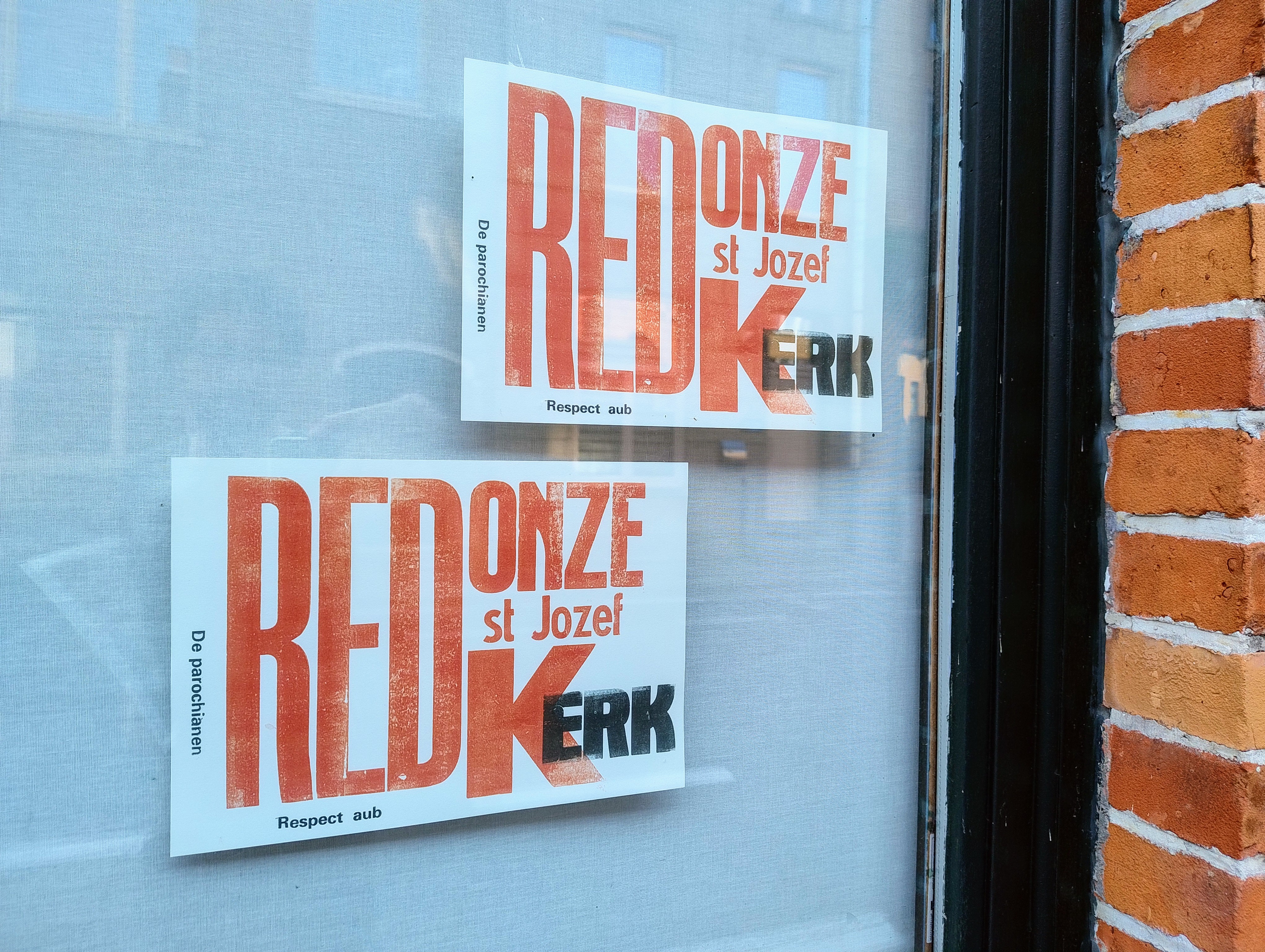
Red onze Sint-Jozefkerk poster.

Het VVAK (Erfgoedvereniging voor Aalsters Kultuurschoon) is voorstander voor een totaalrestauratie van de kerk. De kerk heeft een beschermd orgel dat bij afbraak ook verloren zou gaan samen met de kerk. Het VVAK is de mening toegedaan dat de stad aan de kerk een andere invulling kan geven, naar het voorbeeld van Sint-Niklaas. Het stadsbestuur heeft echter de intentie om de kerk af te breken, te deklasseren of deklasseren met behoud van de toren, maar een volledige restauratie zou te duur zijn. Het genoemde voorbeeld van Sint-Niklaas is de Broederschool.

### Restauratie gaat door
In 2023 werd besloten om het gebouw te restaureren nadat geen enkele andere optie mogelijk was. De afbraak was onmogelijk vanwege het hebben van twee geïnventariseerde stukken onroerend erfgoed; zijnde de kerk zelf en het Vereecken orgel. Het Vereecken orgel kan onmogelijk verplaatst worden uit de kerk en werd ook ontworpen voor de kerk. De kosten zouden kunnen oplopen tot een 40 miljoen euro, maar de stad rekent erop dat de Vlaamse overheid steun zal bieden. Daarnaast wordt het budget jaarlijks grondig beperkt, zodat het geen hinder is voor verdere projecten in de stad Aalst. De stad moest nu actie nemen of de kerk ging ten onder met als gevolg een ramp. De stad wilt de uitgaven tot 1,5 miljoen per jaar beperken, al dus rekent ze op subsidies en samenwerkingen met partners.

## Galerij

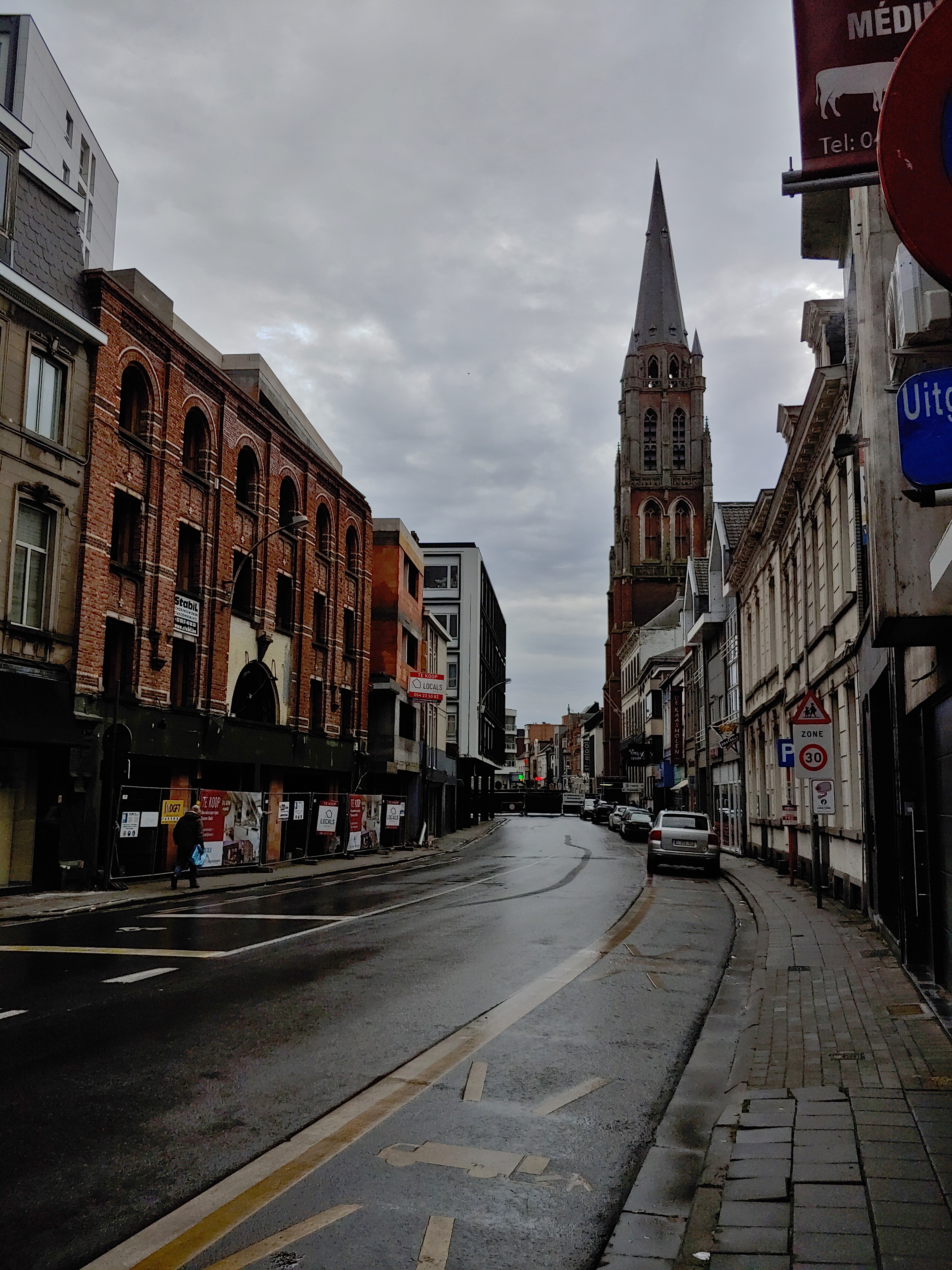
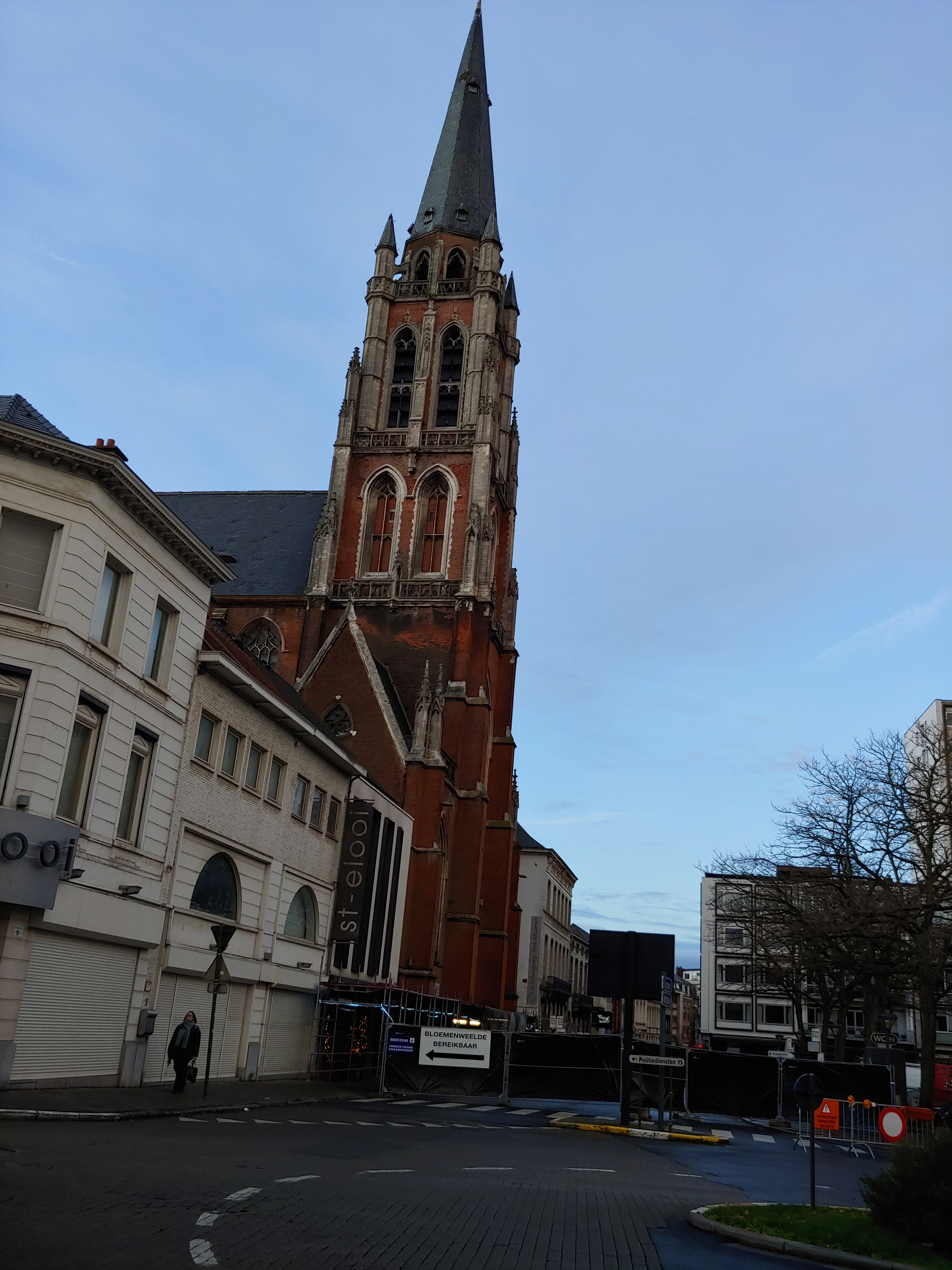
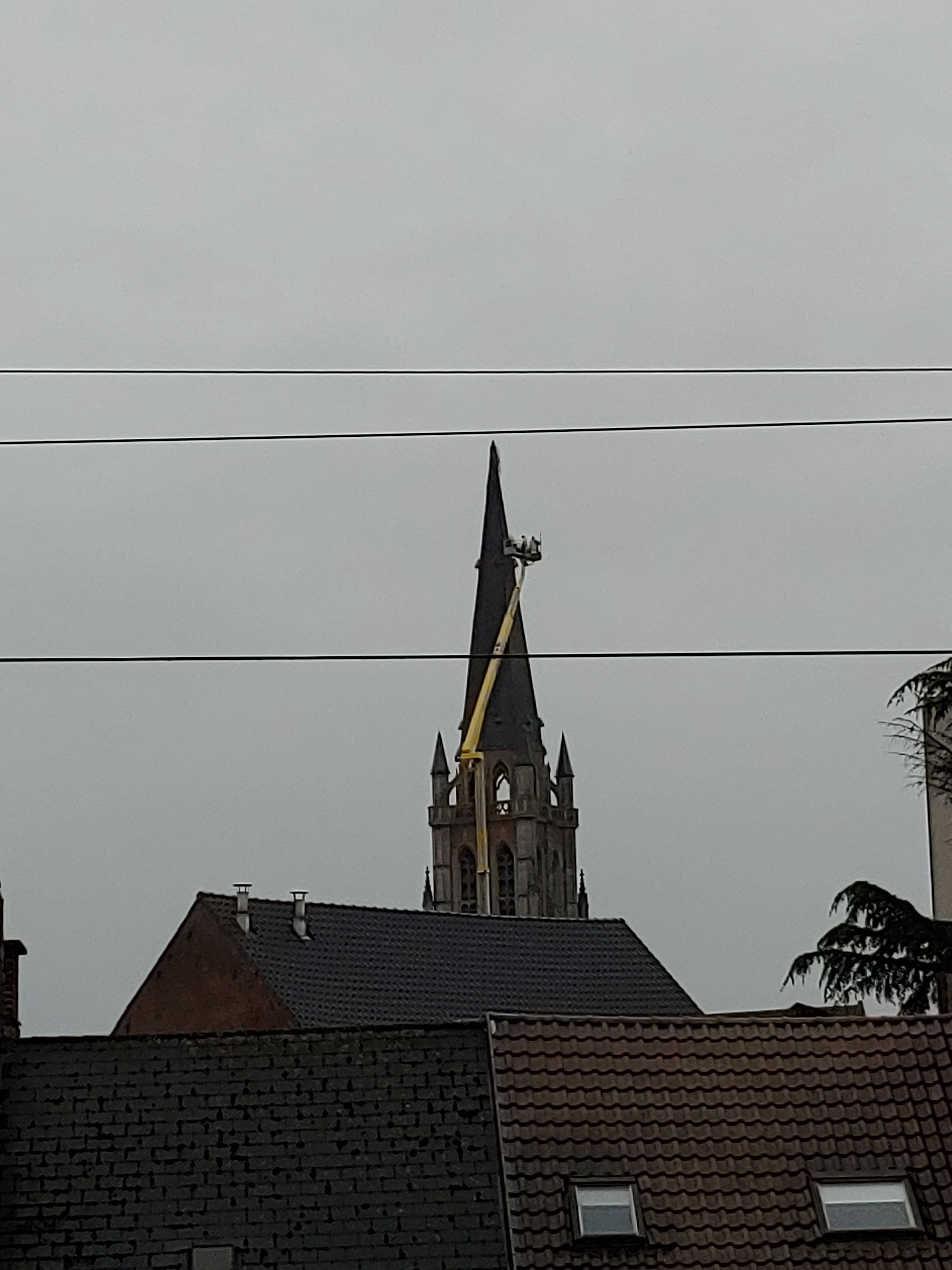
Werken aan de Sint-Jozefkerk.
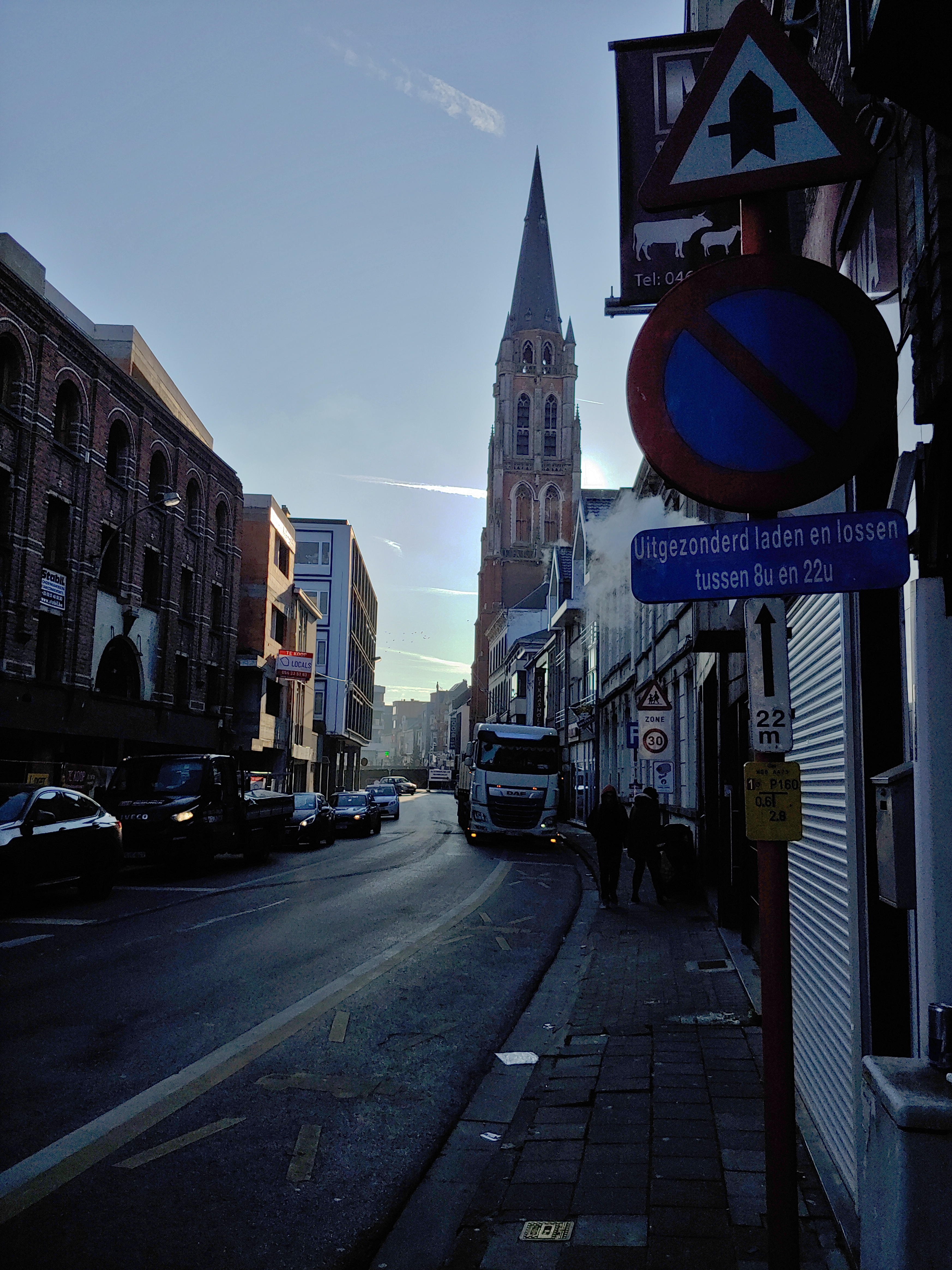
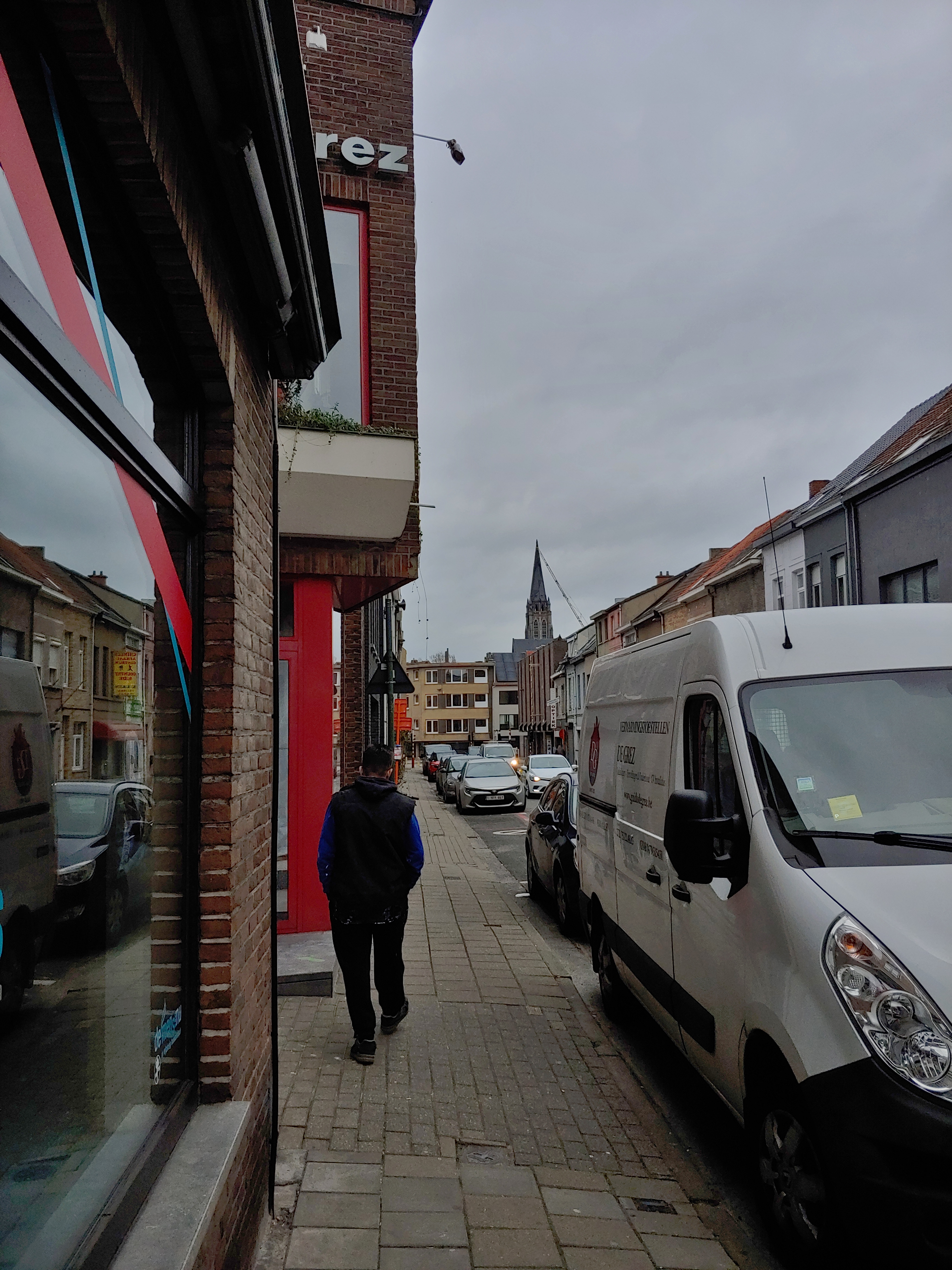
Vanaf de Koolstraat
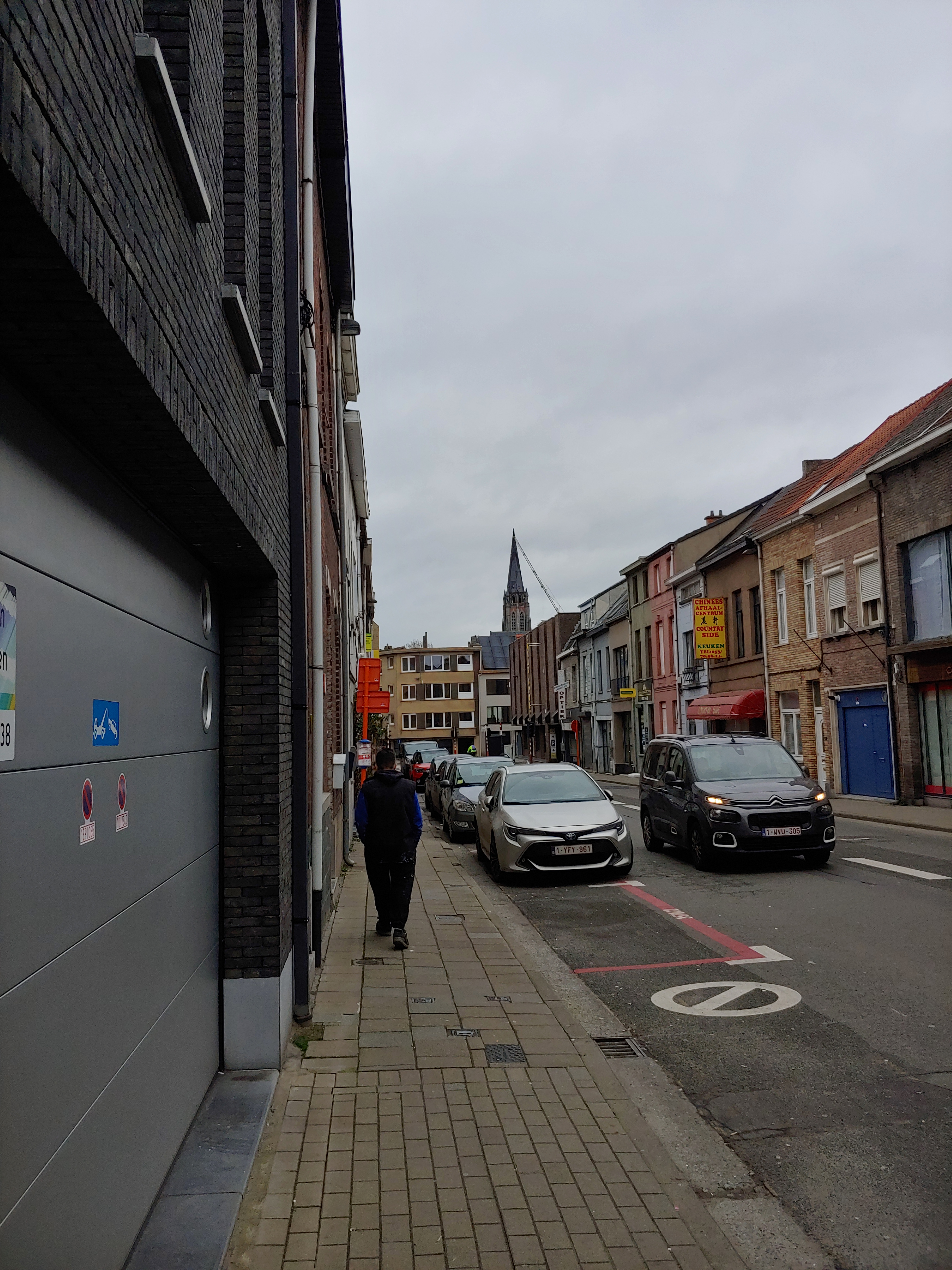
Zicht vanaf de Koolstraat.
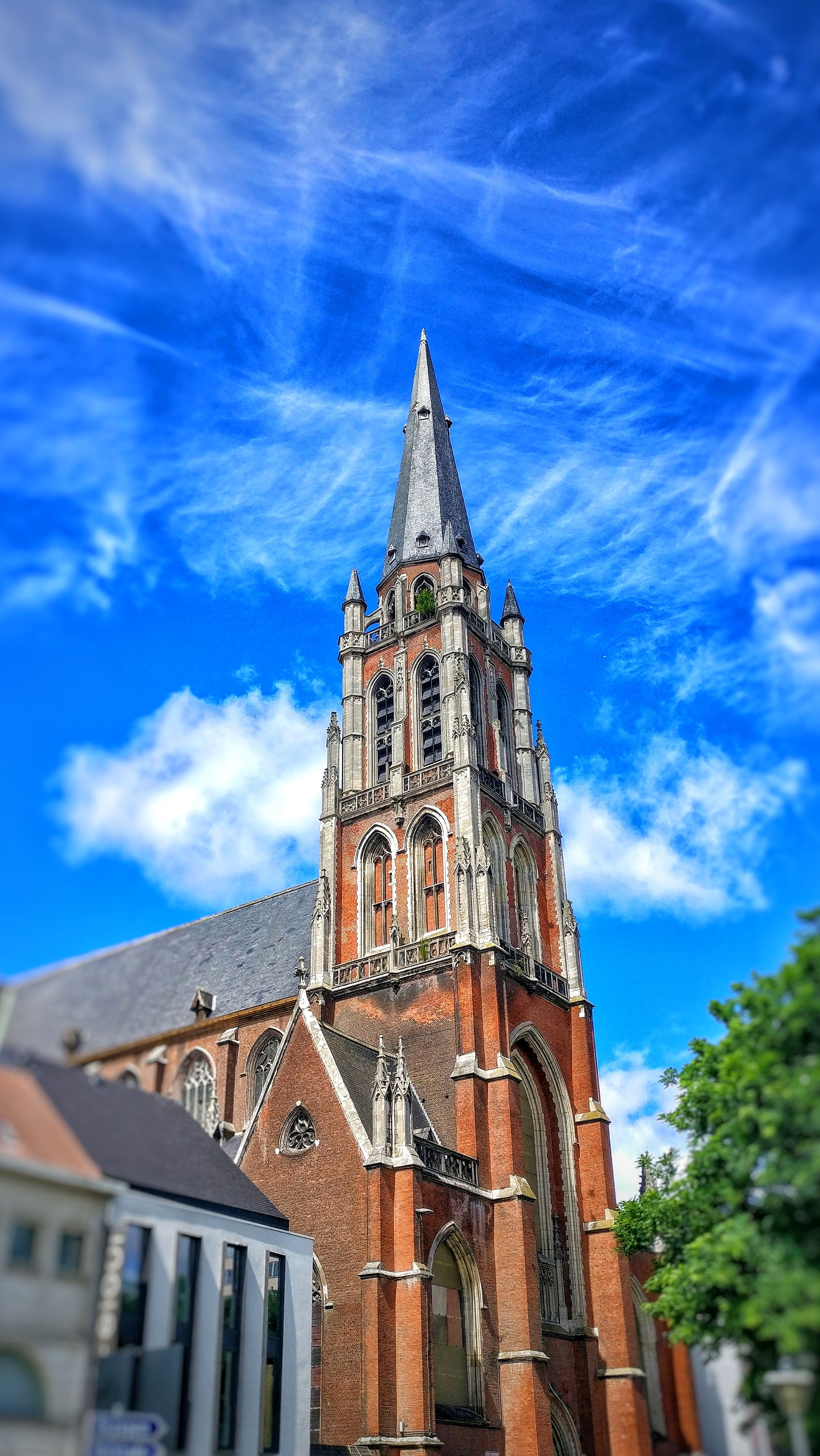
In 2017.
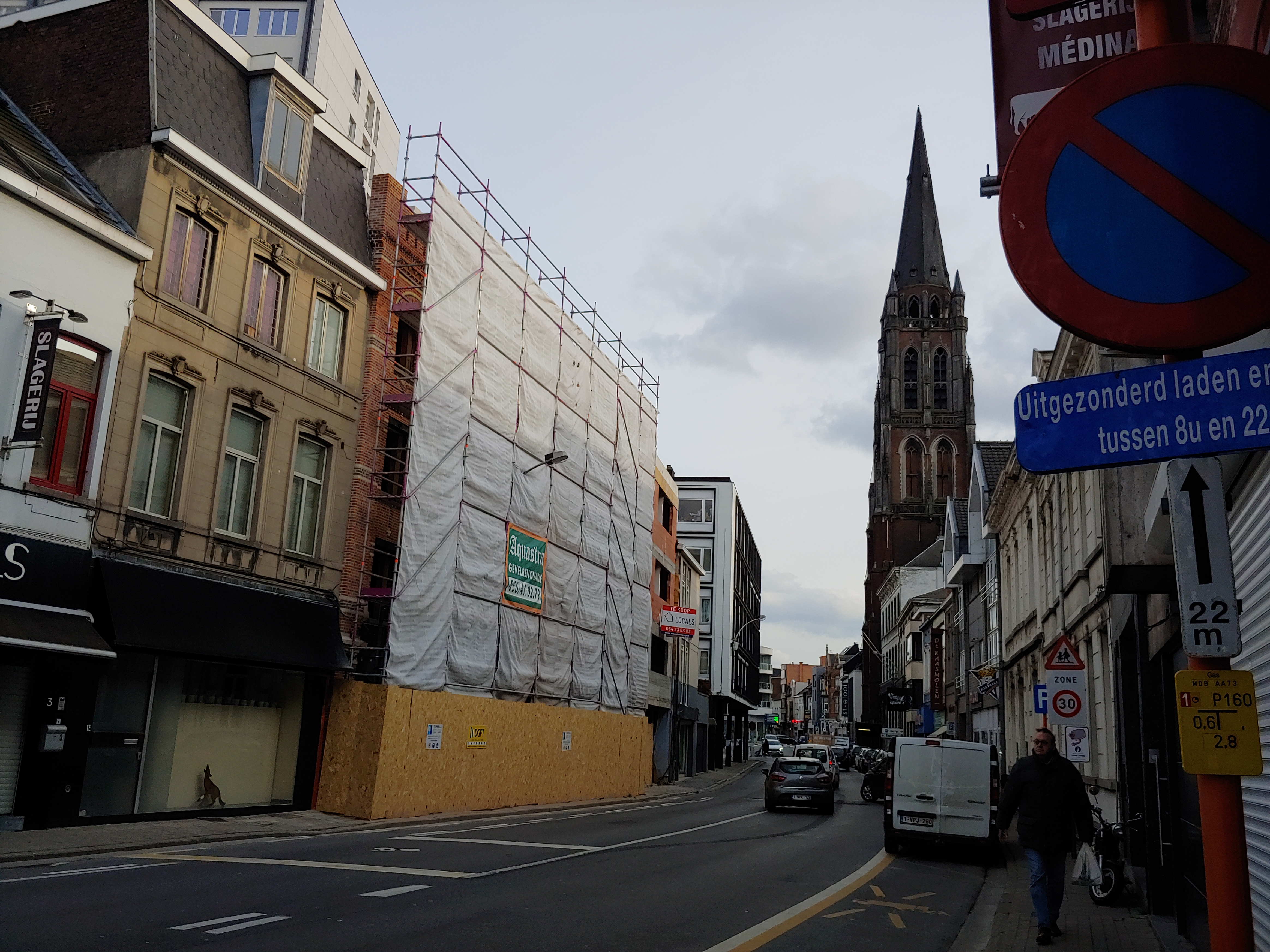
In 2023.
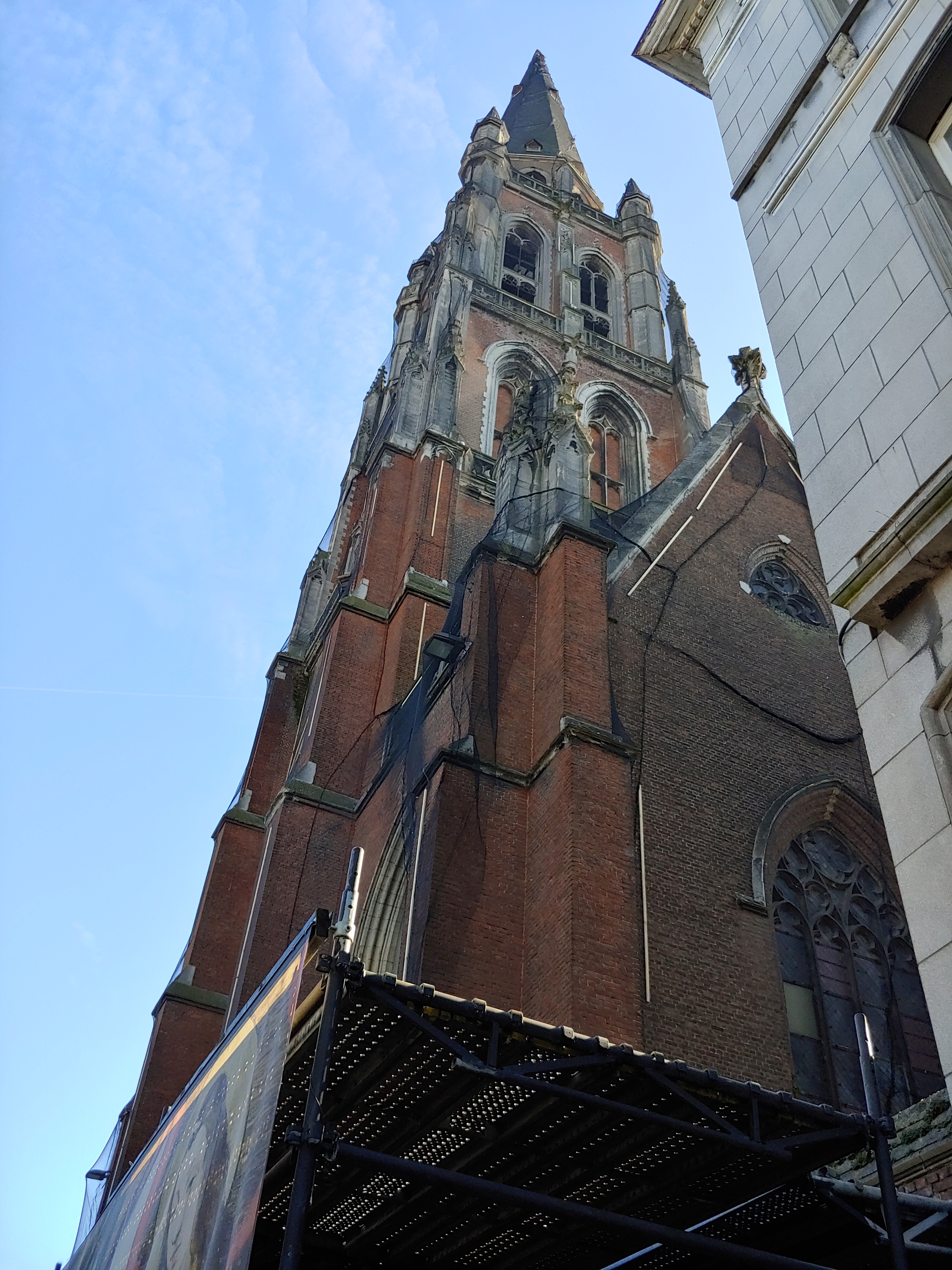
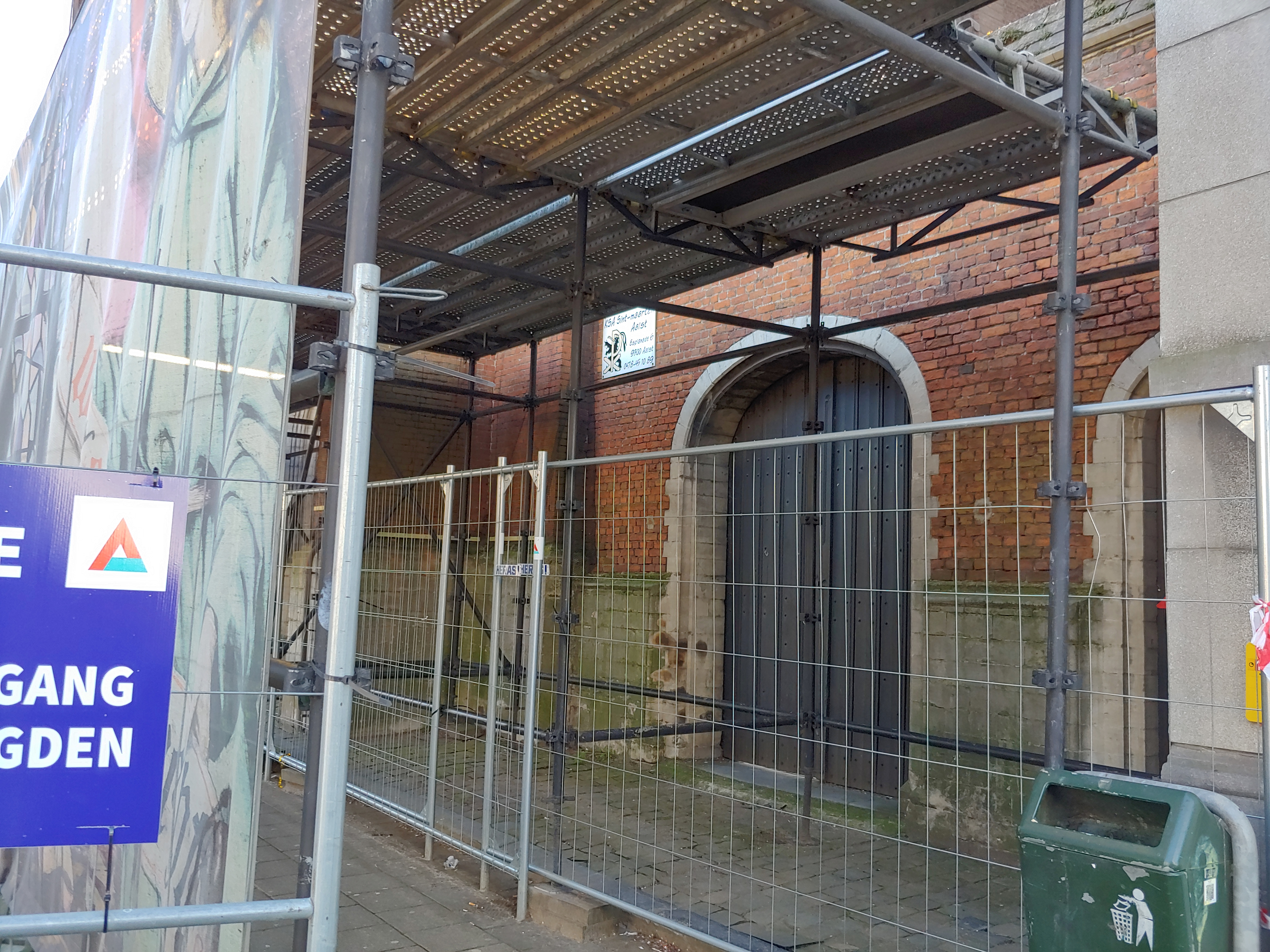
De werken die aangaande zijn.
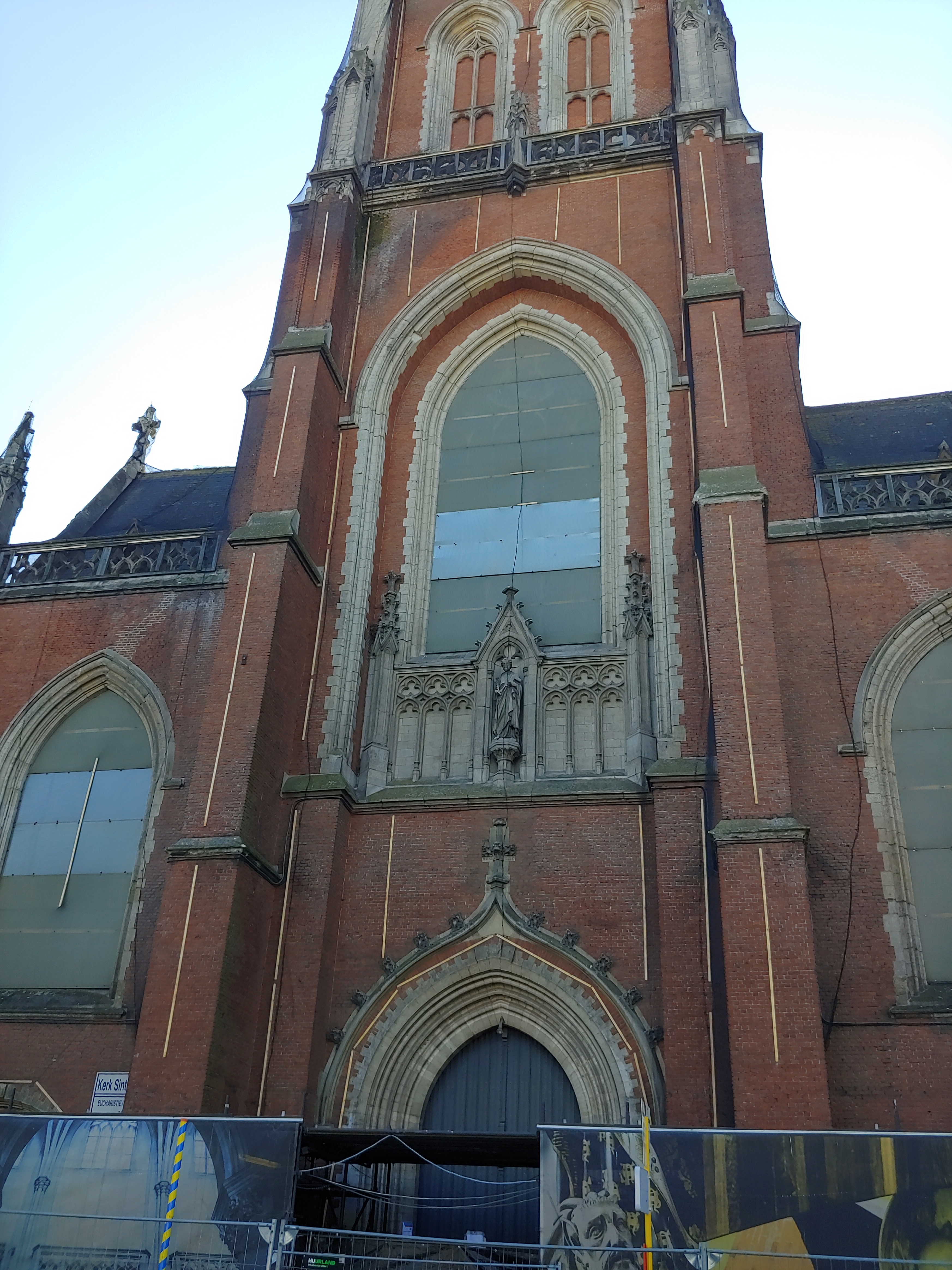
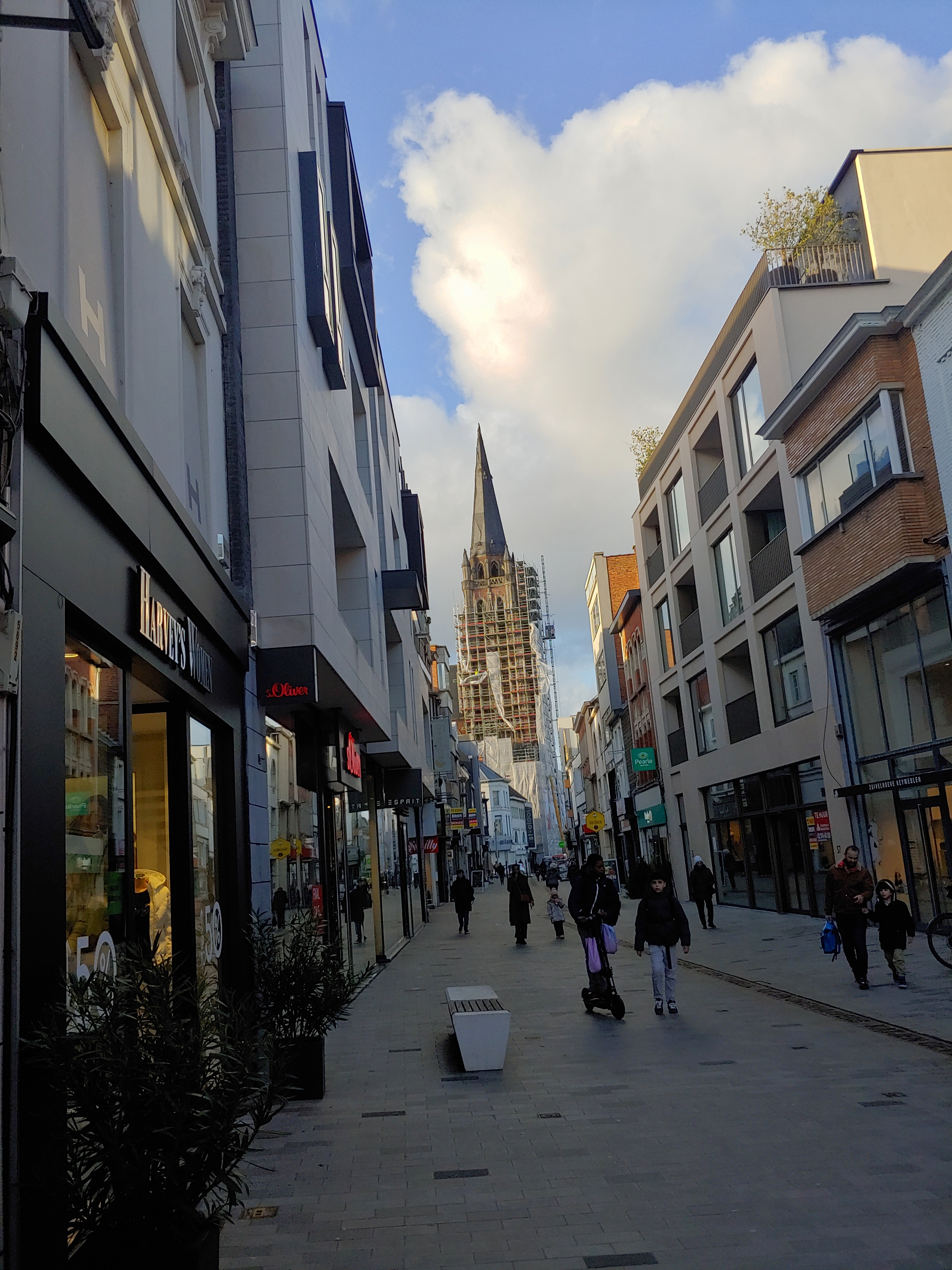
Vanuit de Kattestraat
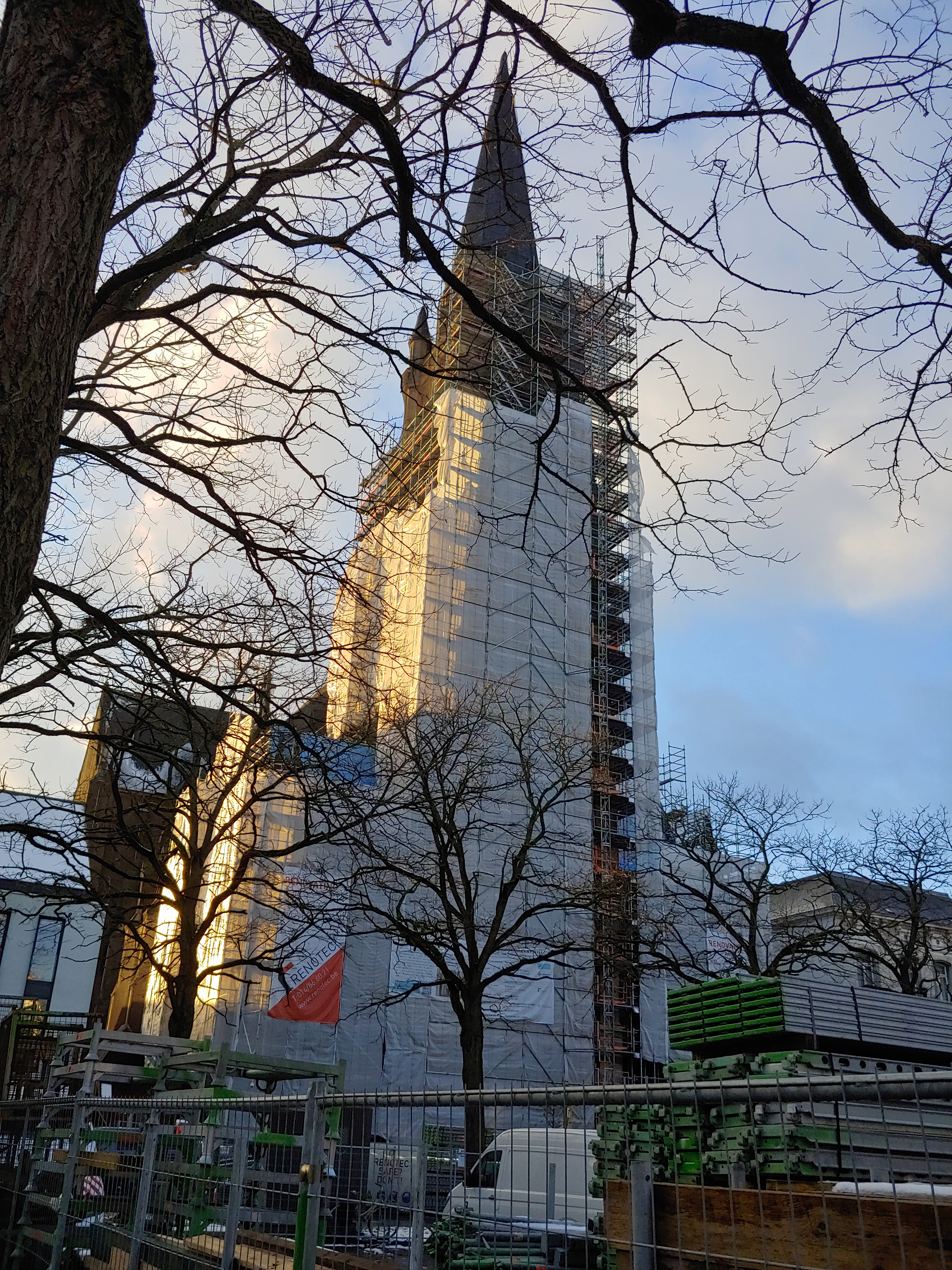
De Sint-Jozefkerk 18 januari 2024
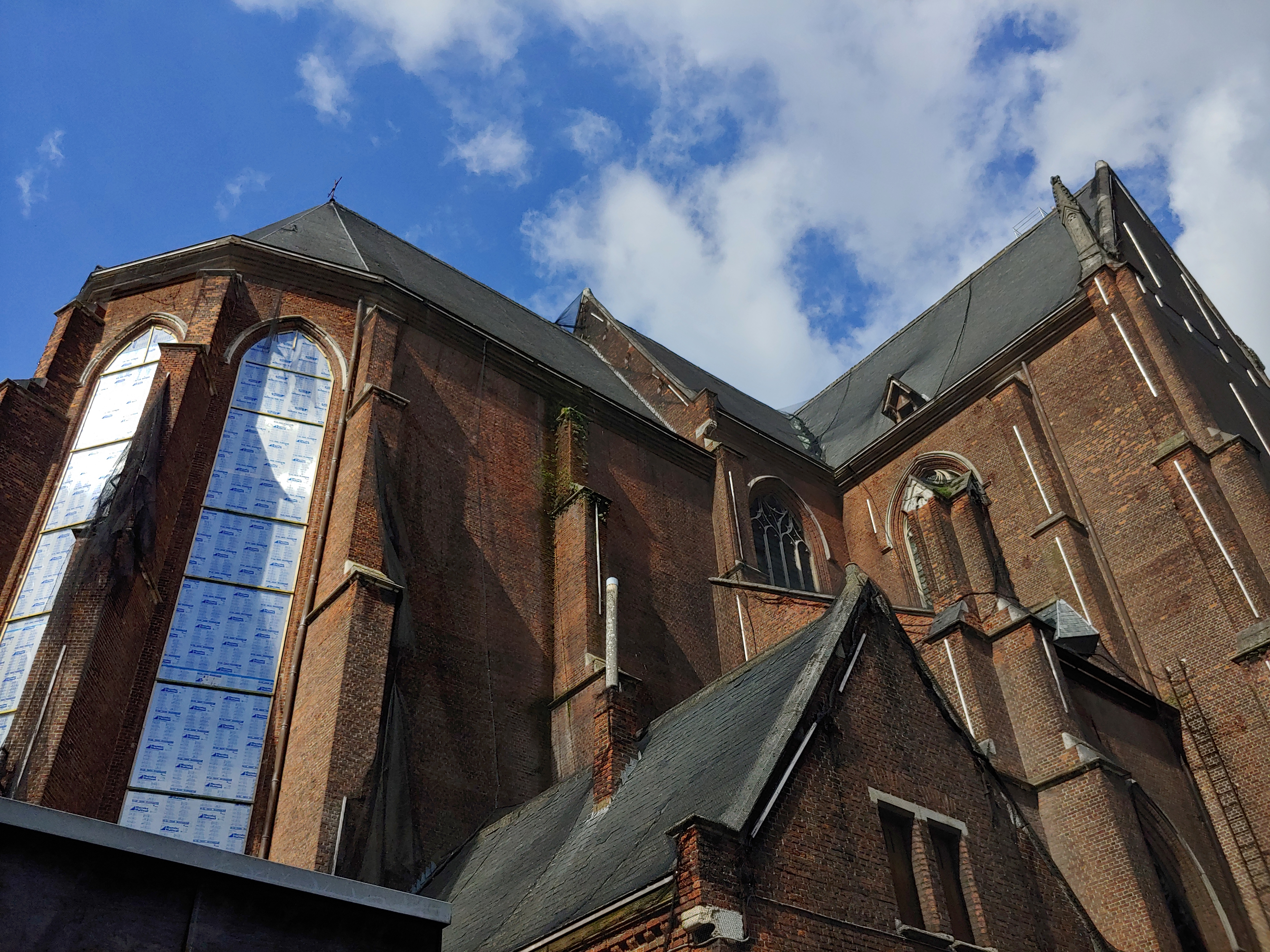
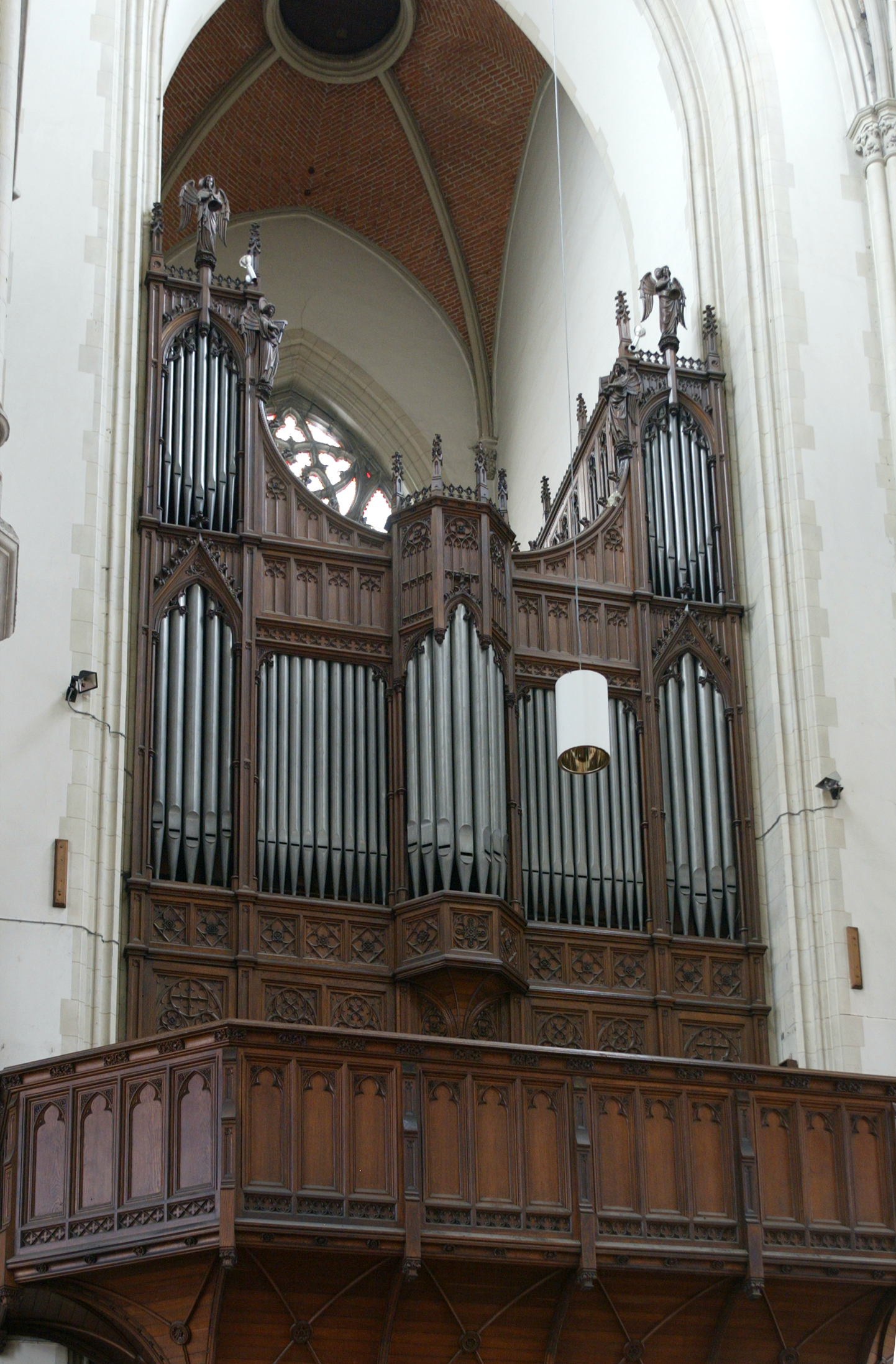